# Delmira Agustini

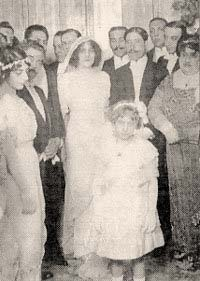
Noces de Delmira Agustini i Enrique Job Reyes (1913)

Delmira Agustini (Montevideo, 24 d'octubre de 1886 - ibídem. 6 de juliol de 1914) va ser una poeta uruguaiana, considerada una de les escriptores més importants de Llatinoamèrica en la primera meitat del segle xx.
Filla de Santiago Agustini i Maria Murtfeldt, va ser una nena precoç. Es va educar a la llar, com solien fer-ho llavors les senyoretes de la classe mitjana alta, i va rebre classes de francès, piano, música i dibuix.
A partir de 1902, quan tot just tenia setze anys, publicà els seus primers poemes a la revista L'Alborada i l'any següent, aquesta mateixa revista la convidava a col·laborar-hi amb una secció fixa. El 1907 publica el seu primer poemari, El libro blanco (Frágil), que fou molt ben acollit per la crítica. El 1908, Delmira Agustini ja era considerada una poeta consagrada i reconeguda, màxim exponent del simbolisme a l'Amèrica Llatina. El 1910 publica el seu segon llibre, Cantos de la mañana.
Rubén Darío, al qual considerava el seu mestre i a qui conegué el 1912, l'elogià clarament i va escriure per a ella el «Pòrtic» del seu llibre Los cálices vacíos, de 1913. Tancaven aquest poemari un seguit de judicis i valoracions signades per autors com Miguel de Unamuno, Francisco Villaespesa, Julio Herrera y Reissig, Roberto de las Carreras o Manuel Ugarte. Els poemes d'aquest llibre, més obertament eròtics que els anteriors, van escandalitzar especialment la societat americana del moment, no tan sols perquè l'autora era una noia soltera sinó també pel fet que el jo poètic –femení– mostrés desig, lluny de mantenir-se en el paper tradicional i passiu d'objecte desitjat.
Agustini va contreure matrimoni amb Enrique Job Reyes el 14 d'agost de 1913, però el va abandonar un mes i mig més tard, al·legant maltracte; se'n divorcià el 5 de juny de 1914, tot i que hi mantingué la relació. Al juliol del mateix any morí assassinada pel seu exmarit, que després es va suïcidar. Les seves restes mortals descansen al Panteó Nacional del cementiri Central de Montevideo.

## Obra
La seva obra es caracteritza per una forta càrrega eròtica, els seus poemes estan plens de feminisme, simbolisme, sensualitat i lirisme i és la primera dona de la literatura llatinoamericana que tracta obertament el desig i la passió. El 1924 es van publicar a Montevideo les seves obres completes.
Un dels seus poemes més coneguts és Safo:
| « | Me parece justamente un dios, ese hombre que se sienta enfrente de tí, que a tu lado, escucha tu dulce conversación y sonriendo amorosamente hace que mi corazón tiemble en mi pecho. Pues cuando quiera que te miro, pierdo el uso de la palabra; mi lengua se hiela en el silencio y en la inmovilidad, llamas sutiles se deslizan sobre mi piel, ya no veo nada con mis ojos, mis oidos sólo perciben zumbidos, me cubre un sudor frío, y un temblor me hace su cautivo. Me vuelvo más verde que la hierba y cerca de la muerte a mí misma parezco. | » |

Entre els seus títols destaquen els següents:
- El libro blanco (1907).
- Cantos de la mañana (1910).
- Los cálices vacíos (1913).
- El rosario de Eros (1924, pòstum).
- Los astros del abismo (1924, pòstum).
- Correspondencia íntima (1969, pòstum).